# سانت لويس بلوز (فلم)
سانت لويس بلوز (بالفرنسية: Un Transport en Commun) هو فيلم درامي سينغالي صدر عام 2009.

## القصّة
يقتربُ الصيف من نهايته خلال رحلة مسافرِ ما من داكار إلى سانت لويس لكنّ شيئًا غير متوقعٍ يحدث ويُغيّر مسار الرحلة ككل.

## رابط خارجي
- سانت لويس بلوز  في قاعدة بيانات الأفلام على الإنترنت (بالإنجليزية)